# Lulus første gang
|  | Denne artikel er oprettet af botten Steenthbot ud fra en ekstern database. Den kan derfor have sproglige fejl eller mangler. Denne skabelon kan fjernes efter kontrol af indholdet. |

Lulus første gang er en dansk kortfilm fra 2016 instrueret af Tone Ottilie.

## Medvirkende
- Line Hesdam, Lulu
- Maya Kareis Livingstone, Roomie
- Adam Ild Rohweder, Køkkenmedarbejder